# Putczino (obwód kurski)
Putczino (ros. Путчино) – wieś (ros. деревня, trb. dieriewnia) w zachodniej Rosji, w sielsowiecie rusanowskim rejonu fatieżskiego w obwodzie kurskim.

## Geografia
Miejscowość położona jest nad Putczinką (lewy dopływ Krasawki w dorzeczu Swapy), 12,5 km od centrum administracyjnego sielsowietu (Basowka), 13,5 km na północny zachód od centrum administracyjnego rejonu (Fatież), 58 km na północny zachód od Kurska, 9,5 km od drogi magistralnej (federalnego znaczenia) M2 «Krym» (część trasy europejskiej E105).
We wsi znajduje się 99 posesji.
Klimat
Miejscowość, jak i cały rejon, znajduje się w strefie klimatu kontynentalnego z łagodnym ciepłym latem i równomiernie rozłożonymi opadami rocznymi (Dfb w klasyfikacji klimatów Köppena).

## Demografia
W 2010 r. wieś zamieszkiwały 93 osoby.